# Alexander Bennett
Alexander Bennett (Leith, 27 luglio 1929 – Taynuilt, 15 febbraio 2003) è stato un ballerino britannico.

## Biografia
Alexander Bennett nacque a Leith, il minore di due figli. All'età di diciassette anni iniziò a studiare danza classica sotto Marjorie Middleton. Dopo aver trascorso due anni in Germania come agente del MI6, nel 1950 ritornò nel Regno Unito, dove continuò a perfezionarsi sotto Marie Rambert.
Fece il suo debutto sulle scene nell'aprile 1951 e nei cinque anni seguenti continuò a danzare per il Rambert Ballet. Nel 1957 fu nominato primo ballerino della compagnia del Teatro Sadler's Wells (il futuro Royal Ballet), dove danzò per nove anni interpretando molti dei grandi ruoli maschili del repertorio, tra cui Siegfried ne Il lago dei cigni, Franz in Coppélia e Florimund ne La bella addormentata. Nel 1964 danzò per l'ultima volta con il Ballet Rambert nel ruolo di James ne La Sylphide di August Bournonville.
Dopo il ritiro dalle scene, diventò maestro di balletto per un anno a Johannesburg e, tornato nel Regno Unito nel 1966, fu Maître de Ballet del Western Theatre Ballet per tre anni. Nei trent'anni successivi lavorò come maestro di balletto per compagnie prestigiose come il Royal Ballet e diverse compagnie americane. Durante gli anni ottanta fu il direttore artistico del Ballet Nacional do Brazil a São Paulo.